# La Passion du Christ
Ne doit pas être confondu avec La Dernière Tentation du Christ (film).
Pour plus de détails, voir Fiche technique et Distribution.
La Passion du Christ (The Passion of the Christ) est un film américain, grec et français réalisé par Mel Gibson et sorti en 2004. 
Ce film, retraçant les dernières heures de la vie de Jésus de Nazareth, connut un succès mondial. Il fut également l'objet de vives critiques, tant sur la question de l'antisémitisme que sur le respect des réalités historiques et la violence du spectacle.

## Synopsis
Les douze dernières heures de la vie de Jésus de Nazareth, soit la Passion : Jésus prie au mont des Oliviers et résiste à la tentation de Satan. Capturé par les autorités juives, Jésus est ensuite flagellé après sa dénonciation par Judas auprès du Grand Prêtre Caïphe et de sa cour. On voit ensuite son jugement par le préfet romain Ponce Pilate et son passage devant le souverain Hérode aboutissant à sa condamnation à mort. 
Le film est entrecoupé de flashback sur les moments principaux de la vie publique du Christ, comme le Sermon des Béatitudes. 
Le film s'achève par la montée de Jésus au Golgotha, sa crucifixion avec Marie, Jean et Marie-Madeleine pour témoins, puis sa résurrection.

## Fiche technique
- Titre français : La Passion du Christ
- Titre original : The Passion of the Christ
- Réalisation : Mel Gibson
- Scénario : Mel Gibson, Bruce Davey, Stephen McEveety, d'après Anne Catherine Emmerich avec la forgerie de Clemens Brentano[1],[2]
- Photographie : Caleb Deschanel
- Musique : John Debney et Gingger Shankar (en)
- Montage : John Wright
- Décors : Francesco Frigeri et Carlo Gervasi
- Production : Bruce Davey, Mel Gibson et Stephen McEveety
- Société de production : Icon Productions
- Société de distribution : Newmarket Films (États-Unis), Quinta Communications (France)
- Budget : 30 000 000 $
- Pays de production :  États-Unis
- Langues de tournage : araméen, latin
- Genre : drame historique
- Durée : 127 minutes
- Dates de sortie :
  - États-Unis, Canada : 25 février 2004
  - France : 31 mars 2004
  - Belgique : 7 avril 2004.
- Public : Interdit aux moins de 12 ans en France

## Distribution
- Jim Caviezel : Jésus
- Maia Morgenstern : Marie
- Christo Jivkov : Jean
- Francesco De Vito : Pierre
- Monica Bellucci : Marie-Madeleine
- Luca Lionello : Judas
- Hristo Chopov : Ponce Pilate
- Rosalinda Celentano : Satan
- Claudia Gerini : Claudia Procula
- Fabio Sartor : Abenader
- Sergio Rubini : Dismas
- Toni Bertorelli : Annas
- Roberto Bestazzoni : Malchus
- Francesco Cabras : Gesmas
- Giovanni Capalbo : Cassius (Longin le centurion)
- Mattia Sbragia : Caiphas, le grand prêtre
- Olek Mincer : Nicodème
- Jarreth J. Merz : Simon
- Matt Patresi : Janus
- Giacinto Ferro : Joseph d'Arimathie
- Pietro Sarubbi : Barabbas
- Luca de Dominicis : Hérode
- Emilio De Marchi : un Romain méprisant

## Production

### Financement
Mel Gibson a entièrement financé le long métrage à hauteur de 30 millions de dollars via sa société Icon Productions,,.

### Lieux du tournage

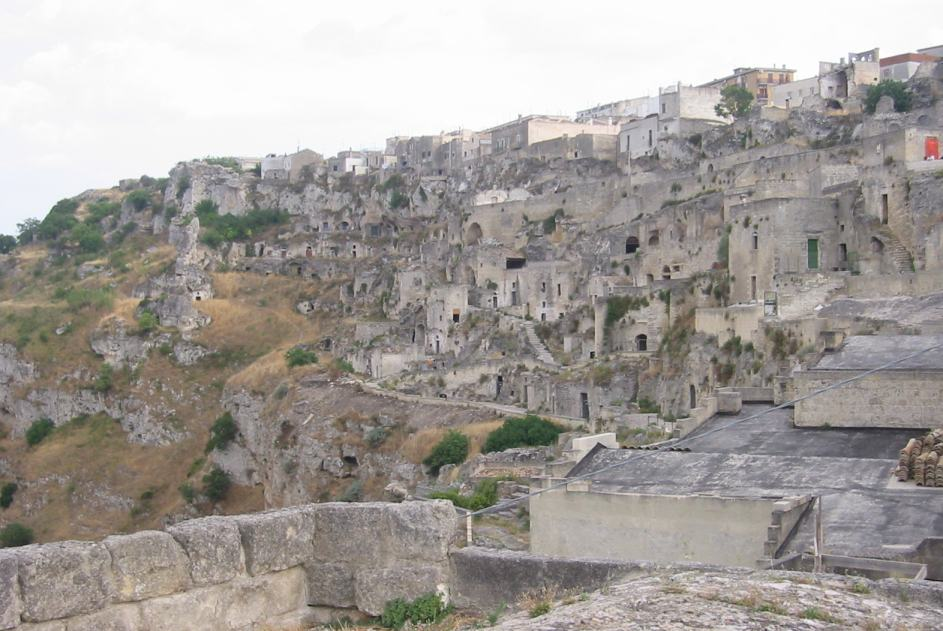
Sur une colline de Matera en Italie.

Le film a été tourné en Italie aux studios Cinecittà (Rome) (où fut reconstituée Jérusalem), à Craco (Basilicate) et dans la région de Matera (pour les scènes de crucifixion), ville vieille de plus de 2 000 ans, dont la géographie ressemble à celle de la Judée, et où fut notamment tourné L'Évangile selon saint Matthieu de Pier Paolo Pasolini en 1965. Le tournage débute en octobre 2002.

### Making of
Pendant le tournage du film, Holly McClure réalise un documentaire sur les coulisses de La Passion du Christ intitulé Making - The Passion of the Christ.

### Titre
En Amérique du Nord, le film de Mel Gibson est initialement intitulé The Passion, puis baptisé The Passion of Christ pour finalement porter le titre de The Passion of the Christ.

### Bande originale
La musique est composée par John Debney dont le travail est récompensé par une nomination aux Oscars. 
Elle est qualifiée d'expressive avec de douces mélopées hébraïques et des chœurs exaltés. Pour sa part, le journal Le Temps considère que cette musique céleste est « plagiée sur le Peter Gabriel des années 1980 (et) encombrée de souffles surnaturels comme si le Divin assistait au spectacle ».

#### Liste des titres
1. The Olive Garden/Night Sky - 1:56
2. Bearing the Cross - 3:42
3. Jesus Arrested - 4:37
4. Peter Denies Jesus - 1:58
5. The Stoning - 2:25
6. Song of Complaint - 1:33
7. Simon Is Dismissed - 2:25
8. Flagellation/Dark Choir/Disciples - 5:54
9. Mary Goes to Jesus - 2:47
10. Peaceful But Primitive/Procession - 3:36
11. Crucifixion - 7:38
12. Raising the Cross - 2:13
13. It Is Done - 3:37
14. Jesus Is Carried Down - 4:39
15. Resurrection - 5:04

## Sortie et accueil

### Distribution en salle
Le film sort une première fois en salle aux États-Unis en février 2004, le mercredi des Cendres, jour du début du Carême chez les catholiques.
Il sort une seconde fois, en mars 2005 (Passion Recut), où cinq minutes de violence très explicite y sont supprimées. Mel Gibson explique que lors de la première diffusion dans les cinémas, il a reçu de nombreuses lettres de spectateurs lui disant qu'ils ne pouvaient partager leur expérience cinématographique avec leurs proches à cause de la dureté de certaines images. Il a alors décidé de rééditer son film. Malgré cette révision, la Motion Picture Association of America juge toujours le film trop violent pour les moins de 13 ans (PG-13), puis même pour les moins de 17 ans non-accompagnés (cote R),, de sorte que son distributeur la publie finalement comme non classée.
En France, le producteur tunisien Tarak Ben Ammar prend en charge la distribution du film via la société Quinta Communication dont un département Distribution est créé pour l'occasion.
En Belgique, le film sort une première fois le 7 avril 2004.
En Malaisie, les censeurs du gouvernement ont au début complètement interdit la diffusion du film mais après que les dirigeants chrétiens ont protesté, la restriction a été levée mais uniquement pour le public chrétien, lui permettant de regarder le film dans des théâtres spécialement désignés. 
En Israël, le film n'a pas été interdit ; cependant, il n'a jamais été projeté en salle car aucun distributeur israélien n'a voulu le commercialiser. 

### Accueil critique
Le film reçoit des critiques mitigées à sa sortie. Sur l'agrégateur américain Rotten Tomatoes, il récolte 49 % d'opinions favorables pour 280 critiques et une note moyenne de 6⁄10. Sur Metacritic, il obtient une note moyenne de 47⁄100 pour 44 critiques.
En France, le film obtient une note moyenne de 2,4⁄5 sur le site AlloCiné, qui recense 16 titres de presse.

### Box-office et succès
Le film connaît un succès commercial mondial. En juillet 2010, il est classé quatorzième film le plus rentable de l’histoire du cinéma américain avec plus de 370 millions de dollars de recettes et le 51e au niveau mondial avec près de 612 millions. Il rapporte ainsi plus de vingt fois la somme investie pour le produire (avant même la sortie en DVD). 
Le film sort en DVD, VHS, et D-VHS aux États-Unis le 31 août 2004 et plus de 2,4 millions d’articles sont vendus en une journée[réf. nécessaire].
| Pays ou région        | Box-office        | Date d'arrêt du box-office | Nombre de semaines |
| --------------------- | ----------------- | -------------------------- | ------------------ |
| États-Unis            | 370 782 930 $     | 25 juillet 2004            | 22                 |
| France                | 1 762 536 entrées | -                          | -                  |
| Total hors États-Unis | 241 116 490 $     | -                          | -                  |
| Total mondial         | 611 899 420 $     | -                          | -                  |

## Distinctions principales
Source et distinctions complètes : Internet Movie Database

### Récompenses
- 9e cérémonie des Satellite Awards 2005 : meilleure réalisation pour Mel Gibson
- Rubans d'argent 2005 : meilleurs décors et meilleurs costumes
- People's Choice Awards 2005 : meilleur film dramatique

#### Nominations
- Oscars 2005 : meilleure musique pour John Debney, Oscar de la meilleure photographie pour Caleb Deschanel, Oscar du meilleur maquillage pour Keith VanderLaan et Christien Tinsley

## Commentaires

### Sources et inspiration
Selon Mel Gibson, les quatre récits canoniques de la Passion du Christ constituent la source principale de son film La Passion du Christ, mais le réalisateur s'inspire également d'autres parties du Nouveau Testament et plus rarement de l'Ancien Testament,. Le film comprend notamment un procès de Jésus à la cour d'Hérode Antipas, qui ne se trouve brièvement décrit que dans l'Évangile selon saint Luc,. 
Parce que les Saintes Écritures sont muettes sur certains détails de la Passion du Christ, Mel Gibson reconnaît s'appuyer sur des sources apocryphes voire extrabibliques ou légendaires pour élaborer sa Passion, telles que les Stations du chemin de Croix et les visions de la stigmatisée allemande Anne Catherine Emmerich (1774–1824), réécrites en forgerie par le poète Clemens Brentano,,,,,,,,, que Gibson considère comme une sainte et qui sera béatifiée quelques mois après la sortie du film (le 3 octobre 2004),. Selon La Croix, les sources apocryphes et les visions mystiques des scènes rajoutent au pathos. 
Mel Gibson y fait aussi figurer des représentations iconographiques traditionnelles de la Passion dans l'art religieux chrétien que lui inspirent celles du Caravage, de la Pietà et même l'artefact du Suaire de Turin dont il ne met pas en doute l'authenticité,,. 
L'historicité de l'ensemble rassemblé dans son film sera décriée par différents observateurs,,,. Pour Mel Gibson, cependant, son film « est une représentation correcte de la Passion et (...) réalisé par le Saint-Esprit »,,.

### Langues
Le film est entièrement tourné dans les langues supposées être parlées en Judée au Ier siècle, soit l'araméen, l'hébreu et le latin puis est sous-titré, alors qu'en fait, « la langue de l'Empire romain était le grec, non le latin », tout comme la rédaction des Évangiles,,. Cette retranscription personnelle produit un effet de vraisemblance historique.
Misant initialement tout sur une « narration visuelle », Mel Gibson avait la ferme intention de présenter un film sans sous-titrage : « Cela donnera encore plus d'authenticité et de réalisme au film », disait-il, mais par la suite, le réalisateur a dû renoncer à ce projet.
Le scénario de Mel Gibson et Stephen McEveety est rédigé en anglais, et par la suite traduit en araméen et en « latin parlé » par le père jésuite (en) William Fulco (en), conseiller technique sur le plateau, qui, malgré l'aide d'Evelina Meghnag, née en Libye, locutrice araméenne, n'a pu totalement effacer les accents de prononciation des acteurs de différentes origines, qui retenaient leur texte phonétiquement,,. Fulco est également l'auteur du sous-titrage en anglais.
Lors de la seconde version du film (Passion Cut), la malédiction fatidique « Que son sang retombe sur nous et nos enfants ! » demeure en araméen quand son sous-titre en anglais est supprimé,,.

### Autres faits
- Mel Gibson affirme avoir été acteur dans le film, on voit ainsi sa main dans le film, tendant un clou destiné à crucifier Jésus[3].
- Interprète de Jésus, Jim Caviezel porte un nez postiche durant le tournage et ses yeux bleus sont brunis numériquement pour lui donner l'aspect d'un homme moyen-oriental. Selon Miles Teves qui créa la prothèse, « Mel [Gibson] voulait que l'acteur qui jouait Jésus, James Caviezel, ressemble davantage aux ethnies du Moyen-Orient, et on a décidé que le meilleur moyen d'y arriver était de modifier la forme de son nez »[41]. Il dut se soumettre à des séances de maquillage dépassant les sept heures pour les dernières scènes du film, relatant la Crucifixion, lesquelles ont occasionné cinq semaines de tournage[42].
- L'acteur remarqua que ses initiales sont « J. C ». et qu'il interprétait ce rôle à l'âge de 33 ans, âge présumé de Jésus-Christ lors de la Passion[43].
- Le nom de l'interprète de Marie, Morgenstern, signifie « étoile du matin » (en allemand), un titre donné à la Vierge (Stella matutina) dans la tradition catholique[43]. Durant le quatrième mois de tournage, l'actrice se découvre enceinte[44],[45].
- Le personnage du Diable (« essence du Mal », précise Mel Gibson) est incarné par l'actrice italienne Rosalinda Celentano, une femme au physique androgyne, dont les sourcils sont rasés et les « scènes filmées au ralenti pour lui donner une démarche surnaturelle »[3],[11]. Durant la post-production, sa voix est doublée par un homme « pour ajouter à la confusion générée par le personnage »[3].
- Pendant le tournage, Jan Michelini, le directeur adjoint, a été frappé deux fois par la foudre et quelques minutes plus tard, Jim Caviezel a également été frappé[46],[47],[48],[42].
- Selon Mel Gibson, « le tournage a été assez douloureux. Tout le monde est tombé malade, Jim Caviezel s’est démis l’épaule sur la croix et a même reçu des coups de fouets lors de la scène de la flagellation. Tout le monde a plus ou moins souffert durant le tournage »[49]. Il trouve toutefois fascinant que des gens aient été guéris de diverses maladies durant le tournage[6].

- Le révérend père Jean-Marie Charles-Roux fut aumônier des équipes de tournage du film[50]. Ainsi, il offrait quotidiennement la messe en latin, la communion et des confessions aux acteurs et membres de l'équipe qui voulaient y participer, dans une chapelle aménagée dans un atelier des studios[6],[3],[12].

- Au cours du tournage, plusieurs personnes se seraient converties[7],[6]. Pietro Sarubbi, qui incarne le rôle de Barabbas, est l'un de ceux qui y trouvent la foi. Il fait le récit de sa conversion dans un livre intitulé Da Barabba à Gesù - Convertito da uno sguardo (De Barabbas à Jésus, converti par un regard), publié en 2012.
- La société de production de Mel Gibson, Icon Production, commercialise des memorabilia, soit des tee-shirts, des mugs aux couleurs de La Passion et des pendentifs, des porte-clés en forme de clou[4],[51],[15].
- Selon Mel Gibson, une suite "La Passion du Christ 2" serait en préparation[52]

## Controverses
Les critiques du film sont partagées, entre la vision personnelle et puissante de la Passion par le savoir-faire de Mel Gibson, et l'horreur que cette représentation inspire à beaucoup,. Des plus fréquemment cités, les trois reproches faits au film sont sa violence, son antisémitisme et son manque de fidélité historique,.
En juin 2006, le magazine « Entertainment Weekly » désigne La Passion du Christ comme étant « le film le plus controversé de tous les temps », suivi par Orange mécanique de Stanley Kubrick (1971), parmi les 25 films sélectionnés,,. 

### Question de l'antisémitisme
Dès 2003, l'Anti-Defamation League (ADL) s'est inquiétée à travers une lettre ouverte envoyée à Mel Gibson (à laquelle il a omis de répondre), pour lui rappeler que des éléments de la Passion ont auparavant mené à la haine, à la violence et même à la mort de Juifs ; la façon dont le réalisateur dépeindra « la mort de Jésus aura une influence considérable sur les idées, les attitudes et le comportement des gens envers les Juifs d'aujourd'hui ». Elle a également fait référence au IIe concile œcuménique du Vatican et à Nostra Ætate de Paul VI (« Ce qui s'est passé dans Sa Passion ne peut être imputé à tous les Juifs... ni contre les Juifs d'aujourd'hui… Les Juifs ne doivent pas être présentés comme rejetés ou maudits par Dieu »).  
Également avant le tournage du film, son scénario inachevé est critiqué lors de la Conférence des évêques catholiques des États-Unis. De la même façon, la première version du film est critiquée par un groupe d'érudits catholiques qui se plaignent qu'il est à la fois anticatholique et antisémite. 
Selon le professeur d'Oxford, Géza Vermes, auteur de The Authentic Gospel of Jesus, le film de Mel Gibson ne prend aucune précaution pour éviter d'attiser la haine antisémite. Cet historien reproche au réalisateur d'avoir méconnu le contexte historique dans lequel ont été rédigés les évangiles, sans toutefois remettre en cause la véracité des éléments qui y sont dépeints ; ce contexte éclaire certains propos du Nouveau testament qui peuvent passer pour antisémites aujourd'hui, et qui répondaient à d'autres intentions à l'époque. Ainsi, les évangiles atténuent la responsabilité de Ponce Pilate dans la mise à mort de Jésus, et font porter cette responsabilité presque tout entière sur les Juifs. Mais, explique-t-il, les rédacteurs des évangiles étaient extrêmement suspects aux yeux des autorités romaines qu'ils devaient donc ménager,. De plus, selon l'historien, Jésus, jugé selon les lois juives, n'était nullement passible de la peine de mort ; il n'était pas coupable, en particulier, de blasphème. En revanche, Jésus inquiétait bel et bien le pouvoir colonial romain. Ainsi, selon G. Vermes, le film de Mel Gibson ne prend pas en compte les acquis de la recherche historiographique et ne prend aucune précaution pour éviter d'éprouver un sentiment anti-juif à la vision de ce film. 
Cependant, la scène de la fabrication de la croix par des Juifs dans le Temple de Jérusalem ― qui est un épisode absent des Évangiles mais évoqué dans les visions de la mystique allemande Anne-Catherine Emmerich ― est filmé par Gibson puis retirée au montage. 
Il est aussi remarqué que « la figure de Satan apparaît aux côtés des autorités juives plutôt que de Pilate », le tyran local. Ces derniers points sont confirmés par les réalisateurs du documentaire Corpus Christi, qui soulignent la judéophobie du film de Gibson qui « déjudaïse Jésus », outre « son indigence esthétique et (...) ses escroqueries historiques », présentant un nouvel avatar du « peuple déicide »,. Comme en écho, Gibson a tenu dans la vie civile des propos antisémites relayés par la presse, qui paraissent confirmer le reproche fait à son film,,,,,. 
Le New York Daily News estime que La Passion de Gibson est « le film le plus virulemment antisémite réalisé depuis les films de propagande allemande de la Seconde Guerre mondiale »,. Des organisations juives ont d'ailleurs accusé Mel Gibson d'évoquer de vieux stéréotypes (allégations) antisémites dans son film La Passion du Christ ― ce reproche s'inscrivant dans une longue liste d'accusations portées contre M. Gibson pour le même motif, dont il s'est défendu et expliqué,,,. Cependant, bien avant sa distribution, Mel Gibson avait affirmé : « ...ni moi ni mon film ne sommes antisémites... La Passion est un film destiné à inspirer et non à offenser ».
Comme des groupes d'extrême droite américains distribuent des tracts anti-juifs à l'extérieur des cinémas, des organisations telles que l'ADL et le Centre Simon-Wiesenthal signalent une augmentation de réception de courriers haineux,.
Le jésuite américain William Fulco (en), traducteur des dialogues du film en langues anciennes, répond à l'adresse des détracteurs du film que « la vérité peut blesser mais à long terme elle devient le seul moyen d’aller de l’avant ».
Parmi d'autres, l'actrice juive Maia Morgenstern qui campe la Vierge Marie dans le film, défend La Passion du Christ dans les interviews qu'elle donne contre les allégations d'antisémitisme, en reconnaissant que si le grand prêtre Caïphe tient effectivement le rôle du méchant dans le film, il ne représente, selon elle, que les autorités juives et non pas le peuple juif, ; « Le film n’est pas antisémite, et M. Gibson ne l’est surtout pas non plus », affirme-t-elle.
Au sujet du film, c'est également l'avis du journal La Croix qui ne considère pas La Passion de Mel Gibson comme antisémite, où la judéité de Jésus est soulignée ― « du moins dans sa version finale » ― car nulle part n'est suggérée une culpabilité générale du peuple juif dans la mort de Jésus ― mais seulement celle des grands prêtres d'Israël.

### Question de l'historicité des faits évoqués dans le film
Comme d'autres observateurs,,, « The Wall Street Journal » remarque « l'exclusion du contexte social, politique et métaphysique » dans la Passion de Mel Gibson, mais des critiques vont plus loin pour dénoncer ses erreurs historiques. 
Selon l'historien Géza Vermes, le film La Passion du Christ est « dans l'erreur historiquement » (« historically wrong »),. 
Pour l'historien Antoine de Baecque, La Passion du Christ est « une bêtise absolue du point de vue historique ».

### Question du dogme et de la violence
Paul Verhoeven, cinéaste et membre du Jesus Seminar (en quête du Jésus historique), résume la pensée de certains de ses confrères en affirmant qu'« On n'y apprend pas à connaître Jésus, on ne sait pas ce qu'il défendait ». Selon ce cinéaste, Mel Gibson fonde son film sur « une pensée religieuse dogmatique : les non-chrétiens finiront en enfer ». Verhoeven juge par ailleurs que le christianisme de Mel Gibson relève d'un « catholicisme psychotique » au sens où « dans la Passion du Christ, on ne rencontre pas de Dieu bienveillant ou de miséricorde. Son Dieu à lui n'est pas très éloigné de la cruelle divinité mexicaine Quetzalcóatl, qui exigeait en permanence des sacrifices humains ». 
Verhoeven souligne également le caractère extrêmement sanglant de la scène de la crucifixion dont d'autres observateurs ont aussi remarqué la complaisance affichée dans le ralenti de cette longue scène graphique et réaliste du supplice, à travers une « résurgence du sadomasochisme cher aux doloristes »,,,, (« l'Évangile selon le marquis de Sade », écrit le critique David Ansen de « Newsweek » ; « insupportable enchaînement de sadisme », répète La Croix), « voyeuriste » « horriblement sanglant... de brutalité gratuite ». On parle même de « film de torture », « gore »,,,, voire de snuff movie. Si le critique cinématographique du « Chicago Sun-Times », Roger Ebert, prix Pulitzer, a vivement apprécié le film ― bien qu'il juge son message superficiel ―, il précise que c'est le « film le plus violent que j'aie jamais vu ». Le « Miami Herald » considère également que c'est « un film qui vise plus souvent l'intestin que le cœur ». Quant au « Wall Street Journal », il consacre presque l'entièreté de son article sur le niveau de violence « pornographique » du film.
Selon La Croix, Jésus apparaît dans ce film comme le « recordman universel » toute catégorie de la douleur et de l'horreur endurées dont « l'accumulation jusqu'à la nausée » ne permet pas de « susciter cette libre adhésion qui se nomme la foi » et qui relève de l'intime.
À la croisée de la « liberté de penser » et de la « vérité historique », il serait question de « melgibsonisation » de l'histoire comme le risque d'une banalisation de la perception de Mel Gibson ― notion que d'autres intervenants réutilisent pour évoquer le systématisme de la violence et des effets sadomasochistes des films de Gibson en général,.
En 2010, le magazine Time a répertorié The Passion of the Christ comme l'un des films les plus « ridiculement violents » de tous les temps.

## Suite
En juin 2016, Randall Wallace, scénariste du film Braveheart, annonce que Mel Gibson travaille à la mise en scène sur une suite de La Passion du Christ, axée sur la résurrection de Jésus. Gibson a manifesté son intérêt pour la réalisation du film. Il a également déclaré que le film sortira dans quelques années puisqu'il s'agit d'un grand projet. En novembre 2016, Gibson confirme que le titre de la suite s'appellerait La Résurrection du Christ et impliquerait qu'une partie du film se déroulerait en enfer. Il a également révélé que le film serait probablement tourné dans environ trois ans, à cause de son emploi du temps. 
En janvier 2018, Jim Caviezel a confirmé qu'il reprendrait son rôle de Jésus dans la suite. Le tournage commencerait au début de 2019. La sortie du film est prévue pour la fin de 2019 ou à Pâques 2020.
En mars 2020, Caviezel déclare dans une interview que le film en était à sa cinquième ébauche. Cependant, en septembre 2020, Jim Caviezel indique alors que Gibson lui a envoyé une troisième version du scénario,.